# Липа на хуторі Марковичі
Липа на хуторі Марковичі — одна з наймальовничніших і великих лип України. Обхват 7,74 м, висота 24 м, вік близько 300 років, стовбур на висоті близько 2 м роздвоюється. Липа росте біля дороги на хуторі Марковичі, Дубенського району Рівненської області. Потрібне заповідання дерева, огорожування і встановлення охоронного знака.